# Ceratitis mlimaensis
Ceratitis mlimaensis är en tvåvingeart som beskrevs av Meyer 1998. Ceratitis mlimaensis ingår i släktet Ceratitis och familjen borrflugor. Inga underarter finns listade i Catalogue of Life.